# Milan Jelić
Milan Jelić (Koprivna, 26 de março de 1956 – Modriča, 30 de setembro de 2007) foi um político sérvio da Bósnia e Herzegovina. Foi presidente da República Srpska entre o final de 2006 até a data da sua morte em 30 de setembro de 2007.

## Biografia
Nascido em Koprivna, aldeia perto Modrica, Jelić completou o ensino secundário em Doboj e se formou na Universidade de Novi Sad na Faculdade em Economia. Seu doutorado foi defendido na Universidade de Banja Luka.
Jelić passou quatro anos no conselho local em Modrica. Aí passou muitos anos, até ser nomeado líder do município de Modrica. Após o "Acordo de Dayton", ele foi eleito para a Assembleia Nacional da República Srpska. Ele também atuou como presidente da Associação de Futebol da República Srpska, e presidente da Associação de Futebol da Bósnia e Herzegovina.
Na tarde de 30 de setembro de 2007, enquanto assistia a um jogo de futebol em Modrica, Jelić teve um ataque cardíaco, morrendo pouco tempo depois, após uma tentativa de reanimação mal sucedida no hospital Doboj.